# Simone Luzzatto
Simone Luzzatto (auch Simha Luzzatto,  Simchah Ben Itzaq; * 1582; † 6. Januar 1663 in Venedig) war ein Rabbiner im Ghetto der Republik Venedig des 17. Jahrhunderts.

## Leben und Wirken
Luzzato stammte aus einer Familie, die im 16. Jahrhundert aus der Lausitz nach Venedig eingewandert war.
Luzzatto wurde von den bekanntesten Rabbinern Italiens seiner Zeit ausgebildet. Seine Auslegungen zu den jüdischen Schriften waren zu seiner Zeit bekannt und wurden innerhalb der jüdischen Gemeinden diskutiert. Luzzatto bewegte sich Zeit seines Lebens in christlichen Gelehrtenkreisen und war bemüht, Ebenen zu finden, auf denen neue Begegnungen zwischen italienischen Juden und Christen möglich werden.
Sein berühmtestes Werk Discorso circa il stato de gl’Hebrei, et in particolar dimoranti nella Città di Venetia entstand im Jahre 1638 in einer der Zeit erneut beginnender Judenverfolgungen. Luzzatto schrieb das Werk mit Blick auf die Staatsführung der Republik Venedig und argumentierte, dass eine Tolerierung der Juden im Lande diesem mehr Vorteile bringe. Die Tätigkeiten, die die Juden ausübten, würden sonst von ausländischen Kaufleuten übernommen, die nicht der Kontrolle durch den Dogen unterlägen. Der Titel des Buches lautet in deutscher Sprache: Rede über den Status der Juden und insbesondere derjenigen, die in der vortrefflichen Stadt Venedig wohnen.
Luzzatto verfasste ein Traktat über die Anschauungen und Lehrmeinungen der Juden sowie deren wichtigsten Riten mit dem Titel Trattato dell`opinioni e dogmi degl`hebrei e dei riti loro piu principali. Das Manuskript dieses Traktats ging leider verloren.
Luzzattos Werk wurde, da in italienischer Sprache geschrieben, von der Regierung Venedigs akzeptiert und verhinderte so eine Ausweisung der Juden aus dem Ghetto. Eine Neuauflage erfolgte 1976 bei A. Forni Editore in Bologna.
Luzzatos Grab befindet sich auf dem jüdischen Friedhof des Lido von Venedig.

## Schriften
- Discorso circa il stato de gl’Hebrei et in particolare demoranti nell’inclita Città di Venezia. Calleoni, Venezia 1639. (Nachdruck Bologna 1976.)
- Socrate overo Dell’humano sapere ... opera nella quale si dimostra quanto sia imbecile l’humano intendimento, mentre non è diretto dalla divina rivelatione. Tomasini, Venezia 1651. (Gewidmet dem Dogen Francesco Molin und dem Senat von Venedig.)
- Giuseppe Veltri u. a. (Hrsg.): Scritti politici e filosofici di un ebreo scettico nella Venezia del Seicento. Bompiani, Mailand 2013, ISBN 978-88-452-7295-0.